# 鹿児島市立長田中学校
鹿児島市立長田中学校（かごしましりつながたちゅうがっこう）は、鹿児島県鹿児島市小川町にある市立の中学校。
校名に『長田』を使用しているが、長田町にはなく、小川町に所在している。

## 概要
鹿児島市の中心市街地にある中学校であり、学校の周辺には鹿児島城（鶴丸城）や鹿児島市役所などが所在している。現在の長田中学校の敷地には江戸期頃、琉球館と呼ばれる琉球の使者の滞在所が置かれていたとされており、現在はそれらの遺構は残っていないが、記念碑が設置されている。
1947年（昭和22年）の開校当時は旧歴史館に仮校舎を置いたが後に現在地に移転した。2021年度現在の全校生徒数は267名。また男子の頭髪は校則で丸刈り（坊主）とされていたが、1992年（平成4年）2月に旧鹿児島市の市立中学校では初めて廃止された。

## 沿革
- 1947年（昭和22年） - 鹿児島市立第三中学校として設置[2]。
- 1949年（昭和24年） - 鹿児島市立長田中学校に改称。
- 1992年（平成4年）- 男子生徒の頭髪自由化。

## 主な行事
- 4月 - 入学式、始業式
- 5月 - 集団宿泊学習（1年生）、修学旅行（2年生）、職場体験学習（3年生）
- 7月 - 合唱コンクール
- 9月 - 体育大会
- 11月 - 文化祭
- 3月 - 卒業式

## 通学区域
長田中学校の通学区域は以下の町丁が指定されている。
- 浜町の一部
- 上竜尾町の一部
- 下竜尾町の全域
- 冷水町の全域
- 長田町の全域

- 大竜町の一部
- 上本町の全域
- 小川町の全域
- 易居町の全域
- 名山町の全域

- 山下町の全域
- 東千石町の一部
- 中町の一部
- 金生町の全域
- 城山町の全域

- 泉町の全域
- 住吉町の一部
- 堀江町の一部
- 大黒町の全域
- 呉服町の全域

- 本港新町の全域

## アクセス
- 鹿児島市電1系統 水族館口停留場より徒歩約5分

## 関係者

### 出身者
- 坂上二郎（コメディアン・俳優・歌手）
- 野呂圭介（コメディアン）
- 南州太郎（コメディアン）
- 森進一（歌手）
- 勝みなみ（ゴルファー）